# Дюваль, Матиас-Мария
Матиас-Мария Дюваль (фр. Mathias-Marie Duval; 7 февраля 1844, Грас, Франция — 28 февраля 1907, Париж) — французский гистолог, физиолог, анатом, эмбриолог. Педагог, профессор анатомии Парижского университета. Член Национальной медицинской академии (с 1882).

## Биография
Сын Иосифа Дюваля, ботаника и естествоиспытателя. Детство провёл в Грасе, Алжире, затем Страсбурге. В 1863—1869 годах изучал медицину в Париже.
С 1866 года работал помощником анатома, в 1869 году — прозектором. Во время франко-прусской войны служил под командованием генерала Ш. Бурбаки. После окончания войны продолжил карьеру сначала в Монпелье и Париже. После защиты диссертации в 1873 году получил степень агреже в области анатомии и физиологии Страсбургского университета. Впоследствии стал директором антропологической лаборатории в Школе высших исследований и профессором анатомии в Высшей национальной школе изящных искусств.
С 1873 по 1899 год преподавал, среди прочих предметов — анатомию для художников в национальной школе изящных искусств.
В декабре 1885 году был назначен профессором гистологии на факультете медицины Парижского университета.
В 1882 году Дюваль был избран членом Национальной медицинской академии. В 1889 году стал президентом Антропологического общества (Société d’Anthropologie) Парижа. Член Международного медицинского исторического общества.
В результате катаракты — ослеп, и был вынужден сократить, а позже, прекратить преподавательскую деятельность. Умер от рака в Париже. Похоронен в Невиль-ле-Дам, недалеко от Дьепа.

## Научная деятельность
Исследования Дюваля были под сильным влиянием, трудов Чарльза Дарвина и французского гистолога Шарля Робина.
В гистологии наиболее важные его оригинальные работы включают изучение микроскопического строения центральной нервной системы и органов чувств, а также истинного происхождения черепных нервов.
Его исследования касались образования гаструлы, развития бластодермы, примитивных зародышевых листков и их производных у различных видов, сегментации яйца и эмбриональных придатков у птиц и млекопитающих.

## Избранные труды
Одной из наиболее известных работ М. Дюваля является «Анатомия для художников» (Précis de l’anatomie à l’usage des artistes, 1881).
- Sur la structure et usages de la rétine, 1873
- Manuel du microscopie. 1873, второе издание, 1877.
- Précis de technique microscopique et histologique, ou introduction pratique à l’anatomie générale , 1878.
- Précis de l’anatomie à l’usage des artistes, 1881.
- Leçons sur la physiologie du système nerveux, 1883.
- Le placenta des rongeurs. Journal de l’anatomie et de la physiologie normales et pathologiques de l’homme et des animaux, 1891
- Le placenta des rongeurs, 1892.
- Précis d’histologie, 1897, 1900.
- Histoire d’anatomie plastique: les maîtres, les livres et les échorchès, 1898.